# سیارک ۲۲۵۹۷
سیارک ۲۲۵۹۷ (به انگلیسی: 22597 Lynzielinski، نامگذاری:1998HM117) بیست و دو هزار و پانصد و نود و هفتمین سیارک کشف شده‌است که در ۲۳ آوریل ۱۹۹۸ کشف شد.
قدر مطلق سیارک برابر ۱۰.۷ است.